# فرودگاه پیلوت بات
فرودگاه پیلوت بات (به انگلیسی: Pilot Butte Airport) یک فرودگاه همگانی است که یک باند فرود چمن دارد و طول باند آن ۵۱۲ متر است. این فرودگاه در کشور کانادا قرار دارد و در ارتفاع ۶۱۰ متری از سطح دریا واقع شده است.